# Ninus (Assyrien)
Ninus (grekiska Ninos) var enligt medisk-persisk legend grundaren av assyriska riket och staden Nineve. Det sägs att han kuvat alla Asiens folk med undantag av indierna. Det sägs även att han var gift med drottning Semiramis och att han med henne fått sonen Ninya. Legenden förlägger Ninus regeringstid till omkring år 2100 f.Kr. Ninos och hustrun Semiramis är huvudpersonerna i en av de tidigaste grekiska kärleksromanerna som man har funnit delar av på papyrus.